# Svenska mästerskapen i längdskidåkning 2013
Svenska mästerskapen i längdskidåkning 2013 arrangerades i Falun, som en del i SM-veckan 2013 (vinter), samt i Boden (teamsprint och stafetter).

## Medaljörer, resultat

### Herrar
| Gren                    | Guld                                                                   | Guld                                                                   | Silver                                                    | Silver                                                    | Brons                                                            | Brons                                                            |
| 15 km (F)               | Johan Olsson                                                           | Åsarna IK                                                              | Daniel Richardsson                                        | Hudiksvalls IF                                            | Marcus Hellner                                                   | Gellivare Skidallians                                            |
| 50 km (F)               | Anders Södergren                                                       | Hudiksvalls IF                                                         | Martin Johansson                                          | IFK Mora SK                                               | Daniel Richardsson                                               | Hudiksvalls IF                                                   |
| Skiathlon (15 K + 15 F) | Marcus Hellner                                                         | Gellivare Skidallians                                                  | Daniel Richardsson                                        | Hudiksvalls IF                                            | Anders Södergren                                                 | Hudiksvalls IF                                                   |
| Sprint (K)              | Teodor Peterson                                                        | Åsarna IK                                                              | Jens Eriksson                                             | Dala-Floda IF                                             | Simon Persson                                                    | IFK Umeå                                                         |
| Sprintstafett (K)       | IFK Mora SK (Johan Edin, Emil Jönsson)                                 | IFK Mora SK (Johan Edin, Emil Jönsson)                                 | Åsarna IK (Lars Nelson, Anton Karlsson)                   | Åsarna IK (Lars Nelson, Anton Karlsson)                   | Hudiksvalls IF (Fredrik Jonsson, Daniel Richardsson)             | Hudiksvalls IF (Fredrik Jonsson, Daniel Richardsson)             |
| Stafett 3 x 10 km (K)   | Hudiksvalls IF (Fredrik Jonsson, Anders Södergren, Daniel Richardsson) | Hudiksvalls IF (Fredrik Jonsson, Anders Södergren, Daniel Richardsson) | Åsarna IK (Teodor Peterson, Tiio Söderhielm, Lars Nelson) | Åsarna IK (Teodor Peterson, Tiio Söderhielm, Lars Nelson) | Falun-Borlänge SK (Adam Steen, Kalle Gräfnings, Simon Andersson) | Falun-Borlänge SK (Adam Steen, Kalle Gräfnings, Simon Andersson) |
| Lagtävling 15 km        | Åsarna IK                                                              | Åsarna IK                                                              |                                                           |                                                           |                                                                  |                                                                  |
| Lagtävling 50 km        | Hudiksvalls IF                                                         | Hudiksvalls IF                                                         |                                                           |                                                           |                                                                  |                                                                  |
| Lagtävling Skiathlon    | Hudiksvalls IF                                                         | Hudiksvalls IF                                                         |                                                           |                                                           |                                                                  |                                                                  |

### Damer
| Gren                      | Guld                                                       | Guld                                                       | Silver                                              | Silver                                              | Brons                                                             | Brons                                                             |
| 10 km (F)                 | Charlotte Kalla                                            | Piteå Elit SK                                              | Emma Wikén                                          | Åsarna IK                                           | Anna Haag                                                         | IFK Mora SK                                                       |
| 30 km (F)                 | Charlotte Kalla                                            | Piteå Elit SK                                              | Sofia Bleckur                                       | IFK Mora SK                                         | Jennie Öberg                                                      | Piteå Elit SK                                                     |
| Skiathlon (7,5 K + 7,5 F) | Emma Wikén                                                 | Åsarna IK                                                  | Anna Haag                                           | IFK Mora SK                                         | Britta Johansson Norgren                                          | Sollefteå SK                                                      |
| Sprint (K)                | Ida Ingemarsdotter                                         | Åsarna IK                                                  | Jennie Öberg                                        | Piteå Elit SK                                       | Anna Haag                                                         | IFK Mora SK                                                       |
| Sprintstafett (K)         | Piteå Elit SK (Charlotte Kalla, Jennie Öberg)              | Piteå Elit SK (Charlotte Kalla, Jennie Öberg)              | IFK Mora SK (Sofia Bleckur, Stina Nilsson)          | IFK Mora SK (Sofia Bleckur, Stina Nilsson)          | Åsarna IK (Ida Ingemarsdotter, Emma Wikén)                        | Åsarna IK (Ida Ingemarsdotter, Emma Wikén)                        |
| Stafett 3 x 5 km (K)      | Åsarna IK (Sanna Hallberg, Ida Ingemarsdotter, Emma Wikén) | Åsarna IK (Sanna Hallberg, Ida Ingemarsdotter, Emma Wikén) | IFK Mora SK (Eva Svensson, Hanna Seppas, Anna Haag) | IFK Mora SK (Eva Svensson, Hanna Seppas, Anna Haag) | Falun-Borlänge SK (Sara Lindborg, Emma Eriksson, Maria Gräfnings) | Falun-Borlänge SK (Sara Lindborg, Emma Eriksson, Maria Gräfnings) |
| Lagtävling 10 km          | Piteå Elit SK                                              | Piteå Elit SK                                              |                                                     |                                                     |                                                                   |                                                                   |
| Lagtävling 30 km          | Piteå Elit SK                                              | Piteå Elit SK                                              |                                                     |                                                     |                                                                   |                                                                   |
| Lagtävling Skiathlon      | Piteå Elit SK                                              | Piteå Elit SK                                              |                                                     |                                                     |                                                                   |                                                                   |

### Webbkällor
- Svenska Skidförbundet
- Skidresultat.se
- Sweski.com (herrstafett)
- Sweski.com (damstafett)